# Villanueva del Campo
Villanueva del Campo est une commune espagnole de la province de Zamora dans la communauté autonome de Castille-et-León.